# Bandai Namco Filmworks
Bandai Namco Filmworks, Inc. (яп. 株式会社バンダイナムコフィルムワークス кабусики гайся Бандаи Намуко Фирумувакусу) — аниме-студия и продюсерская компания. Является дочерней фирмой корпорации Bandai Namco Holdings. Ранее носила названия Sunrise, Nippon Sunrise и Sunrise Studios. Штаб-квартира компании расположена в Сугинами, Токио. С 1 апреля 2022 года Sunrise стала частью компании Bandai Namco Filmworks Inc.
Созданное студией аниме получало гран-при журнала Animage в 1979 году и первой половине 1980 года — Mobile Suit Gundam, во второй половине 1980 года — Space Runaway Ideon, в 1983 — Crusher Joe, в 1985 — Dirty Pair, в 1991 — Future GPX Cyber Formula, в 2002 — Gundam SEED, в 2004 и 2005 годах — Gundam SEED Destiny, в 2006 и 2007 — Code Geass: Lelouch of the Rebellion, а в 2008 — Code Geass R2.

## История студии
Компания была основана менеджерами обанкротившейся в 1972 году студии Осаму Тэдзуки Mushi Production изначально под названием Sunrise Studio, Ltd. (яп. 有限会社サンライズスタジオ Югэн-гайся Санрайдзу Сутадзио).
Наиболее известна Sunrise своими работами в жанре меха. В 1970-х годах вместе со студией Toei Animation они выпустили множество работ, включая Chodenji Robo Combattler V (1976), Chodenji Machine Voltes V (1977), Tosho Daimos (1978) и Cyborg 009 (1979). Первым самостоятельным прорывом студии стал сериал 1979 года Kidou Senshi Gundam, когда сценарист и писатель Ёсиюки Томино предложил использовать в качестве героев «реалистичных роботов» вместо обычных пилотируемых механизмов. С этого сериала началась одна из популярнейших аниме-серий.
В 1980-х студия обратилась к новым жанрам. Например, были выпущены научно-фантастический Crusher Joe (1983), приключенческий фансервис Dirty Pair (1985) и криминальная комедия City Hunter. Основные усилия компании были направлены на создание телесериалов, по которым позже выходили фильмы, OVA, игрушки и другие сопутствующие товары.
В 1994 году Sunrise вошла в состав Bandai. Многие позже сотрудники отмечали, что это решение стало для них громом среди ясного неба, хотя выбор в качестве покупателя Bandai был логичным из-за наличия многих совместных проектов. Среди работ студии появились новые смелые по своему решению сериалы, но также создавались и «рекламные» аниме, пропагандирующие линии игрушек Bandai. В 1996 году студия выпустила один из самых значительных сериалов десятилетия The Vision of Escaflowne, созданный Сёдзи Кавамори. Cowboy Bebop (1998) режиссёра Синъитиро Ватанабэ стал популярен в Японии, а на Западе произвел настоящий фурор. Такая же судьба постигла сериалы Outlaw Star и Angel Links.
В начале 2000-х произошла некоторая переориентация работ студии, которые теперь предназначены не только для мальчишеской части аудитории. Также усилилась работа над юмористическими сериалами: лягушонок-пришелец сержант Кэроро, главный герой аниме Keroro Gunso, даже стал талисманом студии. Среди новых работ в жанре научной фантастики наиболее заметными являются сериалы Scryed, «Странники» и Code Geass.
Существуют различные подразделения студии (Sunrise No. 1 Studio, No. 2 Studio, Sunrise Iogi Studio (в неё входит Горо Танигути) и Sunrise Emotion Studio (входит Кацухиро Отомо)), возглавляемые продюсерами Sunrise и режиссёрами, связанными с разработкой конкретных серий.
Некоторые сотрудники компании позже создали свои собственные студии, также ставшие известными. Это Studio Deen, основанная Хироси Хасэгавой и Такэси Мотидой, Bones — Масахико Минами, и Manglobe — Синъитиро Кобаяси и Такаси Котиямой.
В связи с тем, что информации о студии до 1990-х годов было довольно мало, она получила прозвище «Студия, которой нет».
1 апреля 2022 года студия была объединена вместе с Bandai Namco Rights Marketing Inc. и частью Bandai Namco Arts Inc. в новую компанию под названием Bandai Namco Filmworks Inc.

## Хронология работ студии

### 1970
1. Hazedon (ハゼドン) (Октябрь 1972-Март 1973)
2. Zero Tester (ゼロテスター) (Октябрь 1973-Декабрь 1974)
3. La Seine no Hoshi (ラ・セーヌの星) (Апрель 1975-Декабрь 1975)
4. Brave Raideen (勇者ライディーン) (Апрель 1975-Март 1976)
5. Kum-Kum (わんぱく大昔クムクム) (Октябрь 1975-Март 1976)
6. Chodenji Robo Combattler V (超電磁ロボ コン・バトラーV) (Апрель 1976-Май 1977) (Совместно с Toei Company)
7. Gowappa 5 Godam (ゴワッパー5ゴーダム) (Апрель 1976-Декабрь 1976) (Совместно с Tatsunoko Productions)
8. Dinosaur Expedition Born Free (恐竜探険隊ボーンフリー) (Октябрь 1976-Март 1977) (Совместно с Tsuburaya Productions)
9. Robot Child Beeton (ろぼっ子ビートン) (Октябрь 1976-Сентябрь 1977)
10. Chodenji Machine Voltes V (超電磁マシーン ボルテスV) (Июнь 1977-Март 1978) (Совместно с Toei Company)
11. invincible Super Man Zambot 3 (無敵超人ザンボット3) (Октябрь 1977-Март 1978)
12. Majokko Tickle (魔女っ子チックル) (Март 1978-Январь 1979) (Совместно с Toei Company, Neomedia и Kaze Pro)
13. Tosho Daimos (闘将ダイモス) (Апрель 1978-Январь 1979) (Совместно с Toei Company)
14. invincible Steel Man Daitarn 3 (無敵鋼人ダイターン3) (Июнь 1978-Март 1979)
15. Cyborg 009 (サイボーグ009) (Март 1979-Март 1980) (Совместно с Toei Company)
16. Mobile Suit Gundam (機動戦士ガンダム) (Апрель 1979-Январь 1980)
17. The Ultraman (ザ☆ウルトラマン) (Апрель 1979-Март 1980) (Совместно с Tsuburaya Productions)
18. Scientific Adventure Team Tansar 5 (科学冒険隊タンサー5) (Июль 1979-Март 1980)

### 1980
1. invincible Robo Trider G7 (無敵ロボトライダーG7) (Февраль 1980-Январь 1981)
2. Densetsu Runaway Ideon (伝説巨神イデオン) (Май 1980-Январь 1981)
3. Strongest Robo Daiohja (最強ロボ ダイオージャ) (Январь 1981-Январь 1982)
4. Mobile Suit Gundam (Movie) (劇場版 機動戦士ガンダム) (Март 1981)
5. Mobile Suit Gundam: Soldiers of Sorrow (機動戦士ガンダム 哀・戦士) (Июль 1981)
6. Fang of the Sun Dougram (太陽の牙ダグラム) (Октябрь 1981-Март 1983)
7. Urusei Yatsura (うる星やつら) (Октябрь 1981-Март 1986)
8. Combat Mecha Xabungle (戦闘メカ ザブングル) (Февраль 1982-Январь 1983)
9. Mobile Suit Gundam: Encounters in Space (機動戦士ガンダム めぐりあい宇宙) (Март 1982)
10. White Fang (白い牙 ホワイトファング物語) (Май 1982)
11. The Ideon: A Contact (伝説巨神イデオン 接触篇) (Июль 1982)
12. The Ideon: Be invoked (伝説巨神イデオン 発動篇) (Июль 1982)
13. Aura Battler Dunbine (聖戦士ダンバイン) (Февраль 1983-Январь 1984)
14. Crusher Joe (クラッシャージョウ) (Март 1983)
15. Armored Trooper Votoms (装甲騎兵ボトムズ) (Апрель 1983-Март 1984)
16. Document Dougram (ドキュメント 太陽の牙ダグラム) (Июль 1983)
17. Choro-Q Dougram (チョロQダグラム) (Июль 1983)
18. Xabungle Graffiti (ザブングル グラフィティ) (Июль1983)
19. Round Vernian Vifam (銀河漂流バイファム) (Октябрь 1983-Сентябрь 1984)
20. Heavy Metal L-Gaim (重戦機エルガイム) (Февраль 1984-Февраль 1985)
21. Giant Gorg (巨神ゴーグ) (Апрель 1984-Сентябрь 1984)
22. Round Vernian Vifam: News from Kachua (銀河漂流バイファム カチュアからの便り) (Октябрь 1984)
23. Panzer World Galient (機甲界ガリアン) (Октябрь 1984-Март 1985)
24. Choriki Robo Galatt (超力ロボ ガラット) (Октябрь 1984-Апрель 1985)
25. Round Vernian Vifam: The Gathered 13 (銀河漂流バイファム 集まった13人) (Декабрь 1984)
26. Round Vernian Vifam: The Missing 12 (銀河漂流バイファム 消えた12人) (Февраль 1985)
27. Mobile Suit Zeta Gundam (機動戦士Ζガンダム) (Март 1985-Февраль 1986)
28. Magical Rouge Lipstick (魔法のルージュ りっぷ☆すてぃっく) (Июль 1985)
29. Dirty Pair (ダーティペア) (Июль 1985-Декабрь 1985)
30. Armored Trooper Votoms: The Last Red Shoulder (装甲騎兵ボトムズ ザ・ラストレッドショルダー) (Август 1985)
31. Round Vernian Vifam: Kate’s Memory (銀河漂流バイファム ケイトの記憶) (Сентябрь 1985)
32. Blue Comet SPT Layzner (蒼き流星SPTレイズナー) (Октябрь 1985-Июнь 1986)
33. Dirty Pair: Affair of Nolandia (ダーティペアの大勝負 ノーランディアの謎) (Декабрь 1985)
34. Panzer World Galient: Chapter of Ground (機甲界ガリアン 大地の章) (Январь 1986)
35. Panzer World Galient: Chapter of Sky (機甲界ガリアン 天空の章) (Март 1986)
36. Arion (アリオン) (Март 1986)
37. Mobile Suit Gundam ZZ (機動戦士ガンダムΖΖ) (Март 1986-Январь 1987)
38. Armored Trooper Votoms: Big Battle (装甲騎兵ボトムズ ビッグバトル) (Июль 1986)
39. Panzer World Galient: Chapter of Iron (機甲界ガリアン 鉄の紋章) (Август 1986)
40. Blue Comet SPT Layzner: Eiji 1996 (蒼き流星SPTレイズナー エイジ1996) (Август 1986)
41. Blue Comet SPT Layzner: Le Caine 1999 (蒼き流星SPTレイズナー ル・カイン1999) (Сентябрь 1986)
42. Blue Comet SPT Layzner: Engraved 2000 (蒼き流星SPTレイズナー 刻印2000) (Октябрь 1986) (
43. Heavy Metal L-Gaim: Pentagona Window + Lady Gablae (重戦機エルガイム ペンタゴナ ウインドゥ+レディ ギャブレー) (Ноябрь 1986)
44. Heavy Metal L-Gaim: Farewell My Lovely + Pentagona Dolls (重戦機エルガイム フェアウェル マイ ラブリー+ペンタゴナ ドールズ) (Янарь 1987)
45. Dirty Pair: From Lovely Angels with Love (ダーティペア ラブリーエンジェルより愛をこめて) (Январь 1987)
46. DOUGRAM vs ROUND-FACER (Январь 1987)
47. Metal Armor Dragonar (機甲戦記ドラグナー) (Февраль 1987-Январь 1988)
48. Heavy Metal L-Gaim: Fullmetal Soldier (重戦機エルガイム フルメタル・ソルジャー) (Март 1987)
49. Bats & Terry (バツ&テリー) (Март 1987)
50. Dirty Pair: Project Eden (劇場版ダーティペア) (Март 1987)
51. City Hunter (シティーハンター) (Апрель 1987-Март 1988)
52. Dead Heat (デッドヒート) (Июль 1987)
53. Mister Ajikko (ミスター味っ子) (Октябрь 1987-Сентябрь 1989)
54. Original Dirty Pair (ダーティペア) (Декабрь 1987-Апрель 1988)
55. Armored Trooper Votoms: Roots of Ambition (装甲騎兵ボトムズ 野望のルーツ) (Февраль 1988)
56. New Story of Aura Battler DUNBinE (Февраль 1988-Август 1988)
57. Mobile Suit Gundam: Char’s Counterattack (機動戦士ガンダム 逆襲のシャア) (Март 1988)
58. Mobile Suit SD Gundam (機動戦士SDガンダム) (Март 1988-Август 1991)
59. Mashin Hero Wataru (魔神英雄伝ワタル) (Апрель 1988-Март 1989)
60. Ronin Warriors (鎧伝サムライトルーパー) (Апрель 1988-Март 1989)
61. City Hunter 2 (シティーハンター2) (Апрель 1988-Июль 1989)
62. Starship Troopers (宇宙の戦士) (Октябрь 1988-Декабрь 1988)
63. Armor Hunter Mellowlink (機甲猟兵メロウリンク) (Ноябрь 1988-Апрель 1989)
64. Crusher Joe: The Ice Prison (クラッシャージョウ 氷結監獄の罠) (Февраль 1989)
65. The Five Star Stories (ファイブスター物語) (Март 1989)
66. Mobile Suit Gundam 0080: War in the Pocket (機動戦士ガンダム0080 ポケットの中の戦争) (Март 1989-Август 1989)
67. Jushin Liger (獣神ライガー) (Март 1989-Январь 1990)
68. Ronin Warriors Gaiden (鎧伝サムライトルーパー外伝) (Апрель 1989-Июнь 1989)
69. Mado King Granzort (魔動王グランゾート) (Апрель 1989-Март 1990)
70. Crusher Joe: The Ultimate Weapon: Ash (クラッシャージョウ 最終兵器アッシュ) (Июнь 1989)
71. City Hunter: 357 Magnum (シティーハンター 愛と宿命のマグナム) (Июнь 1989)
72. Mobile Suit SD Gundam’s Counterattack (機動戦士SDガンダムの逆襲・武者ガンダム参上) (Июль 1989)
73. Gunhed (ガンヘッド) (Июль 1989)
74. Shin Mashin Hero Wataru (真魔神英雄伝ワタル) (Август 1989-Сентябрь 1989)
75. City Hunter 3 (シティーハンター3) (Октябрь 1989-Январь 1990)
76. Ronin Warriors: Legend of the inferno Armor (鎧伝サムライトルーパー 輝煌帝伝説) (Октябрь 1989-Январь 1990)
77. Полиция будущего (機動警察パトレイバー) (Октябрь 1989-Сентябрь 1990

### 1990
1. Dirty Pair: Flight 005 Conspiracy (ダーティペア 謀略の005便) (Январь 1990)
2. Brave Exkaiser (勇者エクスカイザー) (Февраль 1990-Январь 1991)
3. Mashin Hero Wataru 2 (魔神英雄伝ワタル2) (Март 1990-Март 1991)
4. SD Gundam Gaiden (機動戦士SDガンダム SDガンダム外伝) (Март 1990-Март 1991)
5. Obatarian (オバタリアン) (Апрель 1990)
6. City Hunter: Bay City Wars (シティーハンター ベイシティウォーズ) (Август 1990)
7. City Hunter: Million Dollar Conspiracy (シティーハンター 百万ドルの陰謀) (Август 1990)
8. Madō King Granzort: The Final Magical Battle (魔動王グランゾート 最後のマジカル大戦) (Август 1990-Сентябрь 1990)
9. Patlabor: The New Files (機動警察パトレイバー THE NEW OVA) (Ноябрь 1990-Апрель 1992)
10. The Brave Fighter of Sun Fighbird (太陽の勇者ファイバード) (Февраль 1991-Февраль 1992)
11. Mobile Suit Gundam F91 (機動戦士ガンダムF91) (Март 1991)
12. Mobile Suit SD Gundam Scramble (武者・騎士・コマンド SDガンダム緊急出撃) (Март 1991-Август 1991)
13. Ronin Warriors MESSAGE (鎧伝サムライトルーパー MESSAGE) (Март 1991-Август 1991)
14. Future GPX Cyber Formula (新世紀GPXサイバーフォーミュラ) (Март 1991-Декабрь 1991)
15. City Hunter '91 (シティーハンター'91) (Апрель 1991-Октябрь 1991)
16. Armored Police Metal Jack (機甲警察メタルジャック) (Апрель 1991-Декабрь 1991)
17. Matchless Raijin-Oh (絶対無敵ライジンオー) (Апрель 1991-Март 1992)
18. Mobile Suit Gundam 0083: Stardust Memory (機動戦士ガンダム0083 STARDUST MEMORY) (Май 1991-Сентябрь 1992)
19. Mama is a 4th Grader (ママは小学4年生) (Январь 1992-Декабрь 1992)
20. The Brave Fighter of Legend Da-Garn (伝説の勇者ダ・ガーン) (Февраль 1992-Январь 1993)
21. Madō King Granzort: The Mado Stone (魔動王グランゾート 冒険編) (Март 1992-Июнь 1992)
22. Genki Bakuhatsu Ganbaruger (元気爆発ガンバルガー) (Апрель 1992-Февраль 1993)
23. Mobile Suit Gundam 0083: The Last Blitz of Zeon (機動戦士ガンダム0083 ジオンの残光) (Август 1992)
24. Raijin-Oh FinAL (ライジンオーFinAL) (Сентябрь 1992-Февраль 1993)
25. Future GPX Cyber Formula 11 (新世紀GPXサイバーフォーミュラ11) (Ноябрь 1992-Июнь 1993)
26. The Brave Express Might Gaine (勇者特急マイトガイン) (Январь 1993-Январь 1994)
27. Mobile Suit SD Gundam Festival (機動戦士SDガンダムまつり) (Март 1993)
28. Nekketsu Saikyō Go-Saurer (熱血最強ゴウザウラー) (Март 1993-Февраль 1994)
29. Mobile Suit Victory Gundam (機動戦士Vガンダム) (Апрель 1993-Март 1994)
30. Iron Leaguer (疾風!アイアンリーガー) (Апрель 1993-Март 1994)
31. Mashin Hero Wataru: The Endless Story (魔神英雄伝ワタル 終わりなき時の物語) (Октябрь 1993-Февраль 1994)
32. Brave Police J-Decker (勇者警察ジェイデッカー) (Февраль 1994-Январь 1995)
33. Dirty Pair Flash (ダーティペアFLASH) (Февраль 1994-Апрель 1996)
34. Armored Trooper Votoms: Shining Heresy (装甲騎兵ボトムズ 赫奕たる異端) (Март 1994-Декабрь 1994)
35. Future GPX Cyber Formula ZERO (新世紀GPXサイバーフォーミュラZERO) (Апрель 1994-Февраль 1995)
36. Haō Taikei Ryū Knight (覇王大系リューナイト) (Апрель 1994-Март 1995)
37. Mobile Fighter G Gundam (機動武闘伝Gガンダム) (Апрель 1994-Март 1995)
38. Ryu Knight: Adeu’s Legend (覇王大系リューナイト アデュー・レジェンド) (Июль 1994-Май 1996)
39. Iron Leaguer: Under of The Banner of Silver Light (疾風!アイアンリーガー 銀光の旗の下に) (Ноябрь 1994-Апрель 1995)
40. The Brave of Gold Goldran (黄金勇者ゴルドラン) (Февраль 1995-Январь 1996)
41. Wild Knights Gulkeeva (獣戦士ガルキーバ) (Апрель 1995-Сентябрь 1995)
42. Mobile Suit Gundam Wing (新機動戦記ガンダムW) (Апрель 1995-Март 1996)
43. City Hunter: The Secret Service (シティーハンター ザ・シークレット・サービス) (Январь 1996)
44. Mobile Suit Gundam: The 08th MS Team (機動戦士ガンダム 第08MS小隊) (Январь 1996-Июль 1999)
45. Brave Command Dagwon (勇者指令ダグオン) (Февраль 1996-Январь 1997)
46. The Silent Service (沈黙の艦隊) (Март 1996-Январь 1998)
47. Future GPX Cyber Formula EARLYDAYS RENEWAL (新世紀GPXサイバーフォーミュラEARLYDAYS RENEWAL) (Апрель 1996-Июнь 1996)
48. The Vision of Escaflowne (天空のエスカフローネ) (Апрель 1996-Сентябрь 1996)
49. Gundam Wing: Operation Meteor (新機動戦記ガンダムW オペレーション・メテオ) (Апрель 1996-Октябрь 1996)
50. After War Gundam X (機動新世紀ガンダムX) (Апрель 1996-Декабрь 1996)
51. Ganbarist! Shun (ガンバリスト!駿) (Июль 1996-Март 1997)
52. Future GPX Cyber Formula SAGA (新世紀GPXサイバーフォーミュラSAGA) (Август 1996-Июль 1997)
53. Raideen the Superior (超者ライディーン) (Октябрь 1996-Июнь 1997)
54. Gundam Wing: Endless Waltz (新機動戦記ガンダムW ENDLESS WALTZ) (Январь 1997-Июль 1997)
55. The King of Braves GaoGaiGar (勇者王ガオガイガー) (Февраль 1997-Январь 1998)
56. City Hunter: Good-Bye My Sweetheart (シティーハンター グッド・バイ・マイ・スイート・ハート) (Апрель 1997)
57. Brave Command Dagwon: The Boy with Crystal Eyes (勇者指令ダグオン 水晶の瞳の少年) (Октябрь 1997-Декабрь 1997)
58. Ultra Mashin Hero Wataru (超魔神英雄伝ワタル) (Октябрь 1997-Сентябрь 1998)
59. Outlaw Star (星方武侠アウトロースター) (Январь 1998-Июнь 1998)
60. Round Vernian Vifam 13 (銀河漂流バイファム13) (Март 1998-Октябрь 1998)
61. Sentimental Journey (センチメンタルジャーニー) (Апрель 1998-Июль 1998)
62. Brain Powerd (ブレンパワード) (Апрель 1998-Ноябрь 1998)
63. DT Eightron (DTエイトロン) (Апрель 1998-Ноябрь 1998)
64. Gundam Wing: Endless Waltz -Special Edition (新機動戦記ガンダムW ENDLESS WALTZ 特別篇) (Август 1998)
65. Mobile Suit Gundam: The 08th MS Team: Miller’s Report (機動戦士ガンダム 第08MS小隊 ミラーズ・リポート) (Август 1998)
66. GUNDAM Mission to the Rise (Август 1998)
67. Gasaraki (ガサラキ) (Октябрь 1998-Март 1999)
68. Cowboy Bebop (カウボーイビバップ) (Октябрь 1998-Апрель 1999)
69. Dinozaurs (ダイノゾーン) (Декабрь 1998)
70. Future GPX Cyber Formula Sin (新世紀GPXサイバーフォーミュラSin) (Декабрь 1998-Март 2000)
71. Crest of the Stars (星界の紋章) (Январь 1999-Март 1999)
72. Z-Mind (思春期美少女合体ロボ ジーマイン) (Февраль 1999-Июль 1999)
73. City Hunter: Death of the Vicious Criminal Ryo Saeba (シティーハンター 緊急生中継!?凶悪犯冴羽獠の最期) (Апрель 1999)
74. Angel Links (星方天使エンジェルリンクス) (Апрель 1999-Июнь 1999)
75. Betterman (ベターマン) (Апрель 1999-Сентябрь 1999)
76. Aesop World (イソップワールド) (Апрель 1999-Декабрь 1999)
77. Turn A Gundam (∀ガンダム) (Апрель 1999-Март 2000)
78. Firefighter! Daigo of Fire Company M (め組の大吾) (Июль 1999)
79. Seraphim Call (セラフィムコール) (Октябрь 1999-Декабрь 1999)
80. The Big O (THEビッグオー) (Октябрь 1999-Январь 2000)
81. infinite Ryvius (無限のリヴァイアス) (Октябрь 1999-Март 2000)

### 2000
1. The King of Braves GaoGaiGar Final (勇者王ガオガイガーFinAL) (Январь 2000-Март 2003)
2. Mighty Cat Masked Niyandar (ニャニがニャンだー ニャンダーかめん) (Февраль 2000-Сентябрь 2001)
3. Passage of the Stars — Birth (星界の断章 誕生) (Апрель 2000)
4. Crest of the Stars: SPECIAL (星界の紋章 総集編) (Апрель 2000)
5. Banner of the Stars (星界の戦旗) (Апрель 2000-Июль 2000)
6. Escaflowne: A Girl in Gaea (エスカフローネ) (Июнь 2000)
7. Dinozaurs: The Series (ダイノゾーン) (Июль 2000-Декабрь 2000)
8. Brigadoon: Marin & Melan (BRIGADOON まりんとメラン) (Июль 2000-Февраль 2001)
9. Pokemon 3: The Movie (劇場版ポケットモンスター 結晶塔の帝王 ENTEI) (Июль 2000)
10. Argento Soma (アルジェントソーマ) (Октябрь 2000-Март 2001)
11. Gear Fighter Dendoh (GEAR戦士電童) (Октябрь 2000-Июнь 2001)
12. Inuyasha (犬夜叉) (Октябрь 2000-Сентябрь 2004)
13. G-Saviour (G-SAVIOUR) (Декабрь 2000)
14. ZOE: 2167 IDOLO (Март 2001)
15. Z.O.E. Dolores, i (Апрель 2001-Сентябрь 2001)
16. Afro-Dog (アフロ犬) (Июнь 2001)
17. Banner of the Stars: SPECIAL (星界の戦旗 特別編) (Июль 2001)
18. Banner of the Stars II (星界の戦旗II) (Июль 2001-Сентябрь 2001)
19. s-CRY-ed (スクライド) (Июль 2001-Декабрь 2001)
20. Cowboy Bebop: The Movie (カウボーイビバップ 天国の扉) (Сентябрь 2001)
21. Crush Gear (クラッシュギア) (Октябрь 2001-Январь 2004)
22. Inuyasha the Movie: Affections Touching Across Time (犬夜叉 時代を越える想い) (Декабрь 2001)
23. Turn A Gundam: Earth Light (∀ガンダム 地球光) (Февраль 2002)
24. Turn A Gundam: Moonlight Butterfly (∀ガンダム 月光蝶) (Февраль 2002)
25. Argento Soma: Alone and by myself (アルジェントソーマ 孤独と孤独) (Февраль 2002)
26. Crush Gear: Kaizaban’s Challenge (クラッシュギア カイザバーンの挑戦) (Июль 2002)
27. Witch Hunter Robin (ウィッチハンターロビン) (Июль 2002-Декабрь 2002)
28. Overman King Gainer (OVERMANキングゲイナー) (Сентябрь 2002-Март 2003)
29. Mobile Suit Gundam SEED (機動戦士ガンダムSEED) (Октябрь 2002-Сентябрь 2003)
30. inuyasha the Movie: The Castle Beyond the Looking Glass (犬夜叉 鏡の中の夢幻城) (Декабрь 2002)
31. The Big O II (THEビッグオー 2ndシーズン) (Январь 2003-Март 2003)
32. Machine Robo Rescue (出撃!マシンロボレスキュー) (Январь 2003-Январь 2004)
33. Tank Knights Fortress (無限戦記ポトリス) (Апрель 2003-Март 2004)
34. Kagero Kakun (かげろうかーくん) (Май 2003)
35. Gundam Evolve (ガンダムEVOLVE) (Сентябрь 2003-Январь 2007)
36. Planetes (プラネテス) (Октябрь 2003-Апрель 2004)
37. Inuyasha the Movie: Swords of an Honorable Ruler (犬夜叉 天下覇道の剣) (Декабрь 2003)
38. Superior Defender Gundam Force (SDガンダムフォース) (Январь 2004-Декабрь 2004)
39. Kaiketsu Zorori (かいけつゾロリ) (Февраль 2004-Январь 2007) (Совместно с Ajia-do Animation Works)
40. Mobile Suit Gundam SEED AFTER PHASE (機動戦士ガンダムSEED AFTER PHASE) (Март 2004)
41. Sgt. Frog (ケロロ軍曹) (Апрель 2004-Апрель 2011)
42. Mobile Suit Gundam MS IGLOO (機動戦士ガンダム MS IGLOO) (Июль 2004-Апрель 2009)
43. Steamboy (スチームボーイ) (Август 2004)
44. Mobile Suit Gundam SEED: Special Edition (機動戦士ガンダムSEED SPECIAL EDITION) (Август 2004-Октябрь 2004)
45. My-HiME (舞-HiME) (Сентябрь 2004-Март 2005)
46. Onmyo Taisenki (陰陽大戦記) (Сентябрь 2004-Сентябрь 2005)
47. Mobile Suit Gundam SEED Destiny (機動戦士ガンダムSEED DESTinY) (Октябрь 2004-Октябрь 2005)
48. Yakitate!! Japan (焼きたて!!ジャぱん) (Октябрь 2004-Март 2006)
49. Inuyasha the Movie: Fire on the Mystic Island (犬夜叉 紅蓮の蓬莱島) (Декабрь 2004)
50. GaoGaiGar Final -Grand Glorious Gathering (勇者王ガオガイガーFinAL GRAND GLORIOUS GATHERinG) (Апрель 2005-Июнь 2005)
51. Mobile Suit Zeta Gundam: A New Translation (機動戦士Ζガンダム A NEW TRANSLATION) (Май 2005-Март 2006)
52. Hotori — A Simple Wish for Joy (ほとり 〜たださいわいを希う。〜) (Август 2005)
53. Banner of the Stars III (星界の戦旗III) (Август 2005-Сентябрь 2005)
54. Cluster Edge (クラスターエッジ) (Октябрь 2005-Март 2006)
55. My-Otome (舞-乙HiME) (Октябрь 2005-Март 2006)
56. Mobile Suit Gundam SEED Destiny: FinAL PLUS (機動戦士ガンダムSEED DESTinY FinAL PLUS) (Декабрь 2005)
57. The Wings of Rean (リーンの翼) (Декабрь 2005-Август 2006)
58. Keroro Gunsō the Super Movie (超劇場版ケロロ軍曹) (Март 2006)
59. Kaiketsu Zorori: The Battle for the Mysterious Treasure (かいけつゾロリ なぞのお宝大さくせん) (Совместно с Ajia-do Animation Works) (Март 2006)
60. Zegapain (ゼーガペイン) (Апрель 2006-Сентябрь 2006)
61. Gin Tama (銀魂) (Апрель 2006-Март 2010)
62. Mobile Suit Gundam SEED Destiny: Special Edition (機動戦士ガンダムSEED DESTinY SPECIAL EDITION) (Май 2006-Январь 2007)
63. Cluster Edge Secret Episode (クラスターエッジ SECRET EPISODE) (Сентябрь 2006)
64. intrigue in the Bakumatsu — Irohanihoheto (幕末機関説いろはにほへと) (Октябрь 2006-Апрель 2007)
65. Code Geass: Lelouch of the Rebellion (コードギアス 反逆のルルーシュ) (Октябрь 2006-Июль 2007)
66. Kekkaishi (結界師) (Октябрь 2006-Февраль 2008)
67. Mobile Suit Gundam SEED C.E. 73: Stargazer (機動戦士ガンダムSEED C.E.73 STARGAZER) (Ноябрь 2006)
68. My-Otome Zwei (舞-乙HiME Zwei) (Ноябрь 2006-Август 2007)
69. Freedom Project (FREEDOM PROJECT) (Ноябрь 2006-Май 2008)
70. Dinosaur King (古代王者恐竜キング) (Февраль 2007-Август 2008)
71. Keroro Gunsō the Super Movie 2: The Deep Sea Princess (超劇場版ケロロ軍曹2 深海のプリンセスであります!)(Март 2007)
72. Chibi Kero: Secret of the Kero Ball!? (ちびケロ ケロボールの秘密!?) (Март 2007)
73. Idolmaster: Xenoglossia (アイドルマスター XENOGLOSSIA) (Апрель 2007-Сентябрь 2007)
74. SOS! Tokyo Metro Explorers: The Next (新SOS大東京探検隊) (Май 2007)
75. Mobile Suit Gundam 00 (機動戦士ガンダム00) (Октябрь 2007-Март 2008)
76. Armored Trooper Votoms: Pailsen Files (装甲騎兵ボトムズ ペールゼン・ファイルズ) (Октябрь 2007-Август 2008)
77. Code Geass: Black Rebellion (コードギアス BLACK REBELLION) (Февраль 2008)
78. My-Otome 0~S.ifr~ (舞-乙HiME 0~S.ifr~) (Февраль 2008-Ноябрь 2008)
79. Keroro Gunso the Super Movie 3: Keroro vs. Keroro Great Sky Duel (劇場版ケロロ軍曹3 ケロロ対ケロロ大決戦であります!) (Март 2008)
80. Musha Kero: Debut! Sengoku Planet Ran Big Battle!! (武者ケロ お披露目!戦国ラン星大バトル!!) (Март 2008)
81. Code Geass: Lelouch of the Rebellion R2 (コードギアス 反逆のルルーシュR2) (Апрель 2008-Сентябрь 2008)
82. Battle Spirits: Shounen Toppa Bashin (バトルスピリッツ 少年突破バシン) (Сентябрь 2008-Сентябрь 2009)
83. Tales of the Abyss (テイルズ オブ ジ アビス) (Октябрь 2008-Март 2009)
84. Mobile Suit Gundam 00 Second Season (機動戦士ガンダム00 2ndシーズン) (Октябрь 2008-Март 2009)
85. Urusei Yatsura: The Obstacle Course Swim Meet (うる星やつら ザ・障害物水泳大会) (Декабрь 2008)
86. Pailsen Files the Movie (装甲騎兵ボトムズ ペールゼン・ファイルズ 劇場版) (Январь 2009)
87. The Girl Who Leapt Through Space (宇宙をかける少女) (Январь 2009-Июнь 2009)
88. Black God (黒神) (Январь 2009-Июнь 2009)
89. Keroro Gunso the Super Movie 4: Gekishin Dragon Warriors (超劇場版ケロロ軍曹4 撃侵ドラゴンウォリアーズであります!) (Март 2009)
90. Kero 0: Depart! Assembly of Everyone!! (ケロ0 出発だよ!全員集合!!) (Март 2009)
91. Code Geass: Zero Requiem (コードギアス ZERO REQUIEM) (Июль 2009)
92. Battle Spirits: Shounen Gekiha Dan (バトルスピリッツ 少年激覇ダン) (Сентябрь 2009-Сентябрь 2010)
93. Mobile Suit Gundam 00 Special Edition (機動戦士ガンダム00 SPECIAL EDITION) (Октябрь 2009-Февраль 2010)
94. Inuyasha: The Final Act (犬夜叉 完結編) (Октябрь 2009-Март 2010)
95. Hipira: The Little Vampire (ヒピラくん) (Декабрь 2009)
96. Black God: Tiger and Wings (黒神 虎と翼) (Декабрь 2009)

### 2010
1. My-HiME: The Black Dance (舞-HiME 黒の舞) (Январь 2010)
2. Keroro Gunso the Super Movie: Creation! Ultimate Keroro, Wonder Space-Time Island (超劇場版ケロロ軍曹 誕生!究極ケロロ 奇跡の時空島であります!!) (Февраль 2010)
3. Chō Denei-ban SD Gundam Sangokuden Brave Battle Warriors (超電影版SDガンダム三国伝 Brave Battle Warriors) (Февраль 2010)
4. My-Otome: The Holy Maiden’s Prayer (舞-乙HiME 乙女の祈り) (Март 2010)
5. Armored Trooper Votoms: The Phantom Chapter (装甲騎兵ボトムズ 幻影篇) (Март 2010-Октябрь 2010)
6. Mobile Suit Gundam Unicorn (機動戦士ガンダムUC) (Март 2010-Июнь 2014)
7. Gintama: The Movie (銀魂 新訳紅桜篇) (Апрель 2010)
8. SD Gundam Sangokuden Brave Battle Warriors (SDガンダム三国伝 Brave Battle Warriors) (Апрель 2010-Март 2011)
9. King of Thorn (いばらの王) (Май 2010)
10. Colorful (カラフル) (Август 2010)
11. Model Suit Gunpla Builders Beginning G (模型戦士ガンプラビルダーズ ビギニングG) (Август 2010-Декабрь 2010)
12. Mobile Suit Gundam 00 the Movie: A Wakening of the Trailblazer (劇場版 機動戦士ガンダム00 -A wakening of the Trailblazer-) (Сентябрь 2010)
13. Battle Spirits Brave (バトルスピリッツ ブレイヴ) (Сентябрь 2010-Сентябрь 2011)
14. Armored Trooper Votoms: Case;Irvine (装甲騎兵ボトムズ CASE;IRVinE) (Ноябрь 2010)
15. Votoms Finder (ボトムズファインダー) (Декабрь 2010)
16. Armored Trooper Votoms: Alone Again (装甲騎兵ボトムズ 孤影再び) (Январь 2011)
17. Coicent (コイ☆セント) (Февраль 2011)
18. Five Numbers! (ノラゲキ!) (Апрель 2011)
19. Tiger & Bunny (TIGER&BUNNY) (Апрель 2011-Сентябрь 2011)
20. Gintama' (銀魂') (Апрель 2011-Март 2012)
21. Sacred Seven (セイクリッドセブン) (Июль 2011-Сентябрь 2011)
22. Battle Spirits: Heroes (バトルスピリッツ 覇王) (Сентябрь 2011-Сентябрь 2012)
23. Horizon in the Middle of Nowhere (境界線上のホライゾン) (Октябрь 2011-Декабрь 2011)
24. Mobile Suit Gundam AGE (機動戦士ガンダムAGE) (Октябрь 2011-Сентябрь 2012) (Совместно с Level-5)
25. Phi Brain: Puzzle of God (ファイ・ブレイン 神のパズル) (Октябрь 2011-Март 2014)
26. s-CRY-ed: Alteration TAO (スクライド オルタレイションTAO) (Ноябрь 2011)
27. Sacred Seven: Wings of Gingetsu (セイクリッドセブン 銀月の翼) (Январь 2012)
28. Daily Lives of High School Boys (男子高校生の日常) (Январь 2012-Март 2012)
29. s-CRY-ed: Alteration QUAN (スクライド オルタレイションQUAN) (Март 2012)
30. Natsuiro Kiseki (夏色キセキ) (Апрель 2012-Июнь 2012)
31. Accel World (アクセル・ワールド) (Апрель 2012-Сентябрь 2012) (Совместно с GENCO)
32. Code Geass: Nunnally in Wonderland (コードギアス ナナリーinワンダーランド) (Июль 2012)
33. Good Luck Girl! (貧乏神が!) (Июль 2012-Сентябрь 2012)
34. Horizon in the Middle of Nowhere 2nd Season (境界線上のホライゾンII) (Июль 2012-Сентябрь 2012)
35. Code Geass: Akito the Exiled (コードギアス 亡国のアキト) (Август 2012-Февраль 2016)
36. Tiger & Bunny: The Beginning (TIGER&BUNNY THE BEGinNinG) (Сентябрь 2012)
37. Battle Spirits: Sword Eyes (バトルスピリッツ ソードアイズ) (Сентябрь 2012-Сентябрь 2013)
38. Accel World: Awakening of the Silver Wings (アクセル・ワールド 銀翼の覚醒) (Октябрь 2012)
39. Gintama' Overtime (銀魂' 延長戦) (Октябрь 2012-Март 2013)
40. Aikatsu! (アイカツ!) (Октябрь 2012-Март 2016)
41. Nerawareta Gakuen (ねらわれた学園) (Ноябрь 2012)
42. Zorori’s Big Big Big Big Adventure! (かいけつゾロリ だ・だ・だ・だいぼうけん!) (Декабрь 2012) (Совместно с Ajia-do Animation Works)
43. Love Live! (ラブライブ!) (Январь 2013-Март 2013)
44. Mobile Suit Gundam: The 08th MS Team: Battle in Three Dimensions (機動戦士ガンダム 第08MS小隊 三次元との戦い) (Февраль 2013)
45. Valvrave the Liberator (革命機ヴァルヴレイヴ) (Апрель 2013-Декабрь 2013)
46. Space Battleship Yamato 2199 (宇宙戦艦ヤマト2199) (Апрель 2013-Сентябрь 2013)
47. Gintama: The Movie: The Final Chapter: Be Forever Yorozuya (劇場版 銀魂 完結篇 万事屋よ永遠なれ) (Июль 2013)
48. Short Peace (ショート・ピース) (Июль 2013)
49. Mobile Suit Gundam AGE: Memory of Eden (機動戦士ガンダムAGE MEMORY OF EDEN) (Июль 2013) (Совместно с Level-5)
50. Battle Spirits: Saikyou Ginga Ultimate Zero (最強銀河究極ゼロ ～バトルスピリッツ～) (Сентябрь 2013-Сентябрь 2014)
51. Gundam Build Fighters (ガンダムビルドファイターズ) (Октябрь 2013-Март 2014)
52. Kaiketsu Zorori: Protect It! The Dinosaur Egg (かいけつゾロリ まもるぜ!きょうりゅうのたまご) (Декабрь 2013) (Совместно с Ajia-do Animation Works)
53. Buddy Complex (バディ・コンプレックス) (Январь 2014-Март 2014)
54. Tiger & Bunny: The Rising (TIGER&BUNNY THE RISinG) (Февраль 2014)
55. KERORO (ケロロ 〜KERORO〜) (Март 2014-Сентябрь 2014)
56. Love Live! 2 (ラブライブ! 2ndシーズン) (Апрель 2014-Июнь 2014)
57. Mobile Suit Gundam-san (機動戦士ガンダムさん) (Июль 2014-Сентябрь 2014)
58. Buddy Complex: The Final Chapter (バディ・コンプレックス 完結編) (Сентябрь 2014)
59. Tribe Cool Crew (トライブクルクル) (Сентябрь 2014-Октябрь 2015) (Совместно с Ajia-do Animation Works)
60. Space Battleship Yamato 2199: A Voyage to Remember (宇宙戦艦ヤマト2199 追憶の航海) (Октябрь 2014)
61. Gundam Reconguista in G (ガンダム Gのレコンギスタ) (Октябрь 2014-Март 2015)
62. Gundam Build Fighters Try (ガンダムビルドファイターズトライ) (Октябрь 2014-Апрель 2015)
63. Cross Ange: Rondo of Angels and Dragons (クロスアンジュ 天使と竜の輪舞) (Октябрь 2014-Март 2015)
64. Space Battleship Yamato 2199: Odyssey of the Celestial Ark (宇宙戦艦ヤマト2199 星巡る方舟) (Декабрь 2014)
65. Aikatsu! The Movie (劇場版アイカツ!) (Декабрь 2014)
66. Battle Spirits Burning Souls (バトルスピリッツ 烈火魂) (Апрель 2015-Март 2016) (Совместно с Bandai Namco Pictures)
67. Gintama° (銀魂) (Апрель 2015-Март 2016) (Совместно с Bandai Namco Pictures)
68. Mobile Suit Gundam: The Origin (機動戦士ガンダム THE ORIGin) (Февраль 2015-Ноябрь 2016)
69. Miss Hokusai (百日紅) (Май 9, 2015)
70. Love Live! The School Idol Movie (ラブライブ! THE SCHOOL IDOL MOVIE) (Июнь 2015)
71. Kaiketsu Zorori: Heroes of Space (かいけつゾロリ うちゅうの勇者たち) (Сентябрь 2015) (Совместно с Ajia-do Animation Works)
72. Mobile Suit Gundam: Iron-Blooded Orphans (機動戦士ガンダム 鉄血のオルフェンズ) (Октябрь 2015-Март 2016)
73. Brave Beats (ブレイブビーツ) (Октябрь 2015-Март 2016) (Совместно с Bandai Namco Pictures)
74. Mobile Suit Gundam Thunderbolt (機動戦士ガンダム サンダーボルト) (Декабрь 2015-Июнь 2016)
75. Battle Spirits Double Drive (バトルスピリッツ ダブルドライブ) (Апрель 2016-Март 2017) (Совместно с Bandai Namco Pictures)
76. Aikatsu Stars! (アイカツスターズ!) (Апрель 2016-Март 2018) (Совместно с with Bandai Namco Pictures)
77. Mobile Suit Gundam Unicorn RE:0096 (機動戦士ガンダムUC RE:0096) (Апрель 2016-Сентябрь 2016)
78. Accel World: Infinite Burst (アクセル・ワールド inFinITE∞BURST) (Июль 2016) (Совместно с GENCO)
79. Love Live! Sunshine!! (ラブライブ! サンシャイン!!) (Июль 2016-Сентябрь 2016)
80. Gundam Build Fighters Try: Island Wars (ガンダムビルドファイターズトライ アイランドウォーズ) (Август 2016)
81. Heybot! (ヘボット!) (Сентябрь 2016-Ongoing) (Совместно с Bandai Namco Pictures)
82. Zegapain ADP (ゼーガペインADP) (Октябрь 2016)
83. Mobile Suit Gundam: Iron-Blooded Orphans: 2nd Season (機動戦士ガンダム 鉄血のオルフェンズ 2ndシーズン) (Октябрь 2016-Март 2017)
84. Magic-kyun Renaissance (Октябрь 2016-Январь 2017)
85. Classicaloid (クラシカロイド) (Октябрь 2016-Апрель 2017)
86. Mobile Suit Gundam: Twilight Axis (Июнь 2017)
87. Gundam Build Fighters: GM’s Counterattack (Август 2017)
88. Gundam Build Fighters: Battlogue (Август 2017)
89. Love Live! Sunshine!! 2nd Season (ラブライブ! サンシャイン!!) (Октябрь 2017-Декабрь 2017)
90. Gundam Build Divers (ガンダムビルドダイバーズ) (Апрель 2018-Сентябрь 2018)
91. Isekai Izakaya ~Koto Aitheria no Izakaya Nobu~ (異世界居酒屋〜古都アイテーリアの居酒屋のぶ〜) (Апрель 2018-Сентябрь 2018)
92. Double Decker! Doug & Kirill (DOUBLE DECKER! ダグ＆キリル) (Октябрь 2018-Декабрь 2018)
93. City Hunter the Movie: Shinjuku Private Eyes (シティーハンター) (Февраль 2019)
94. Mobile Suit Gundam: The Origin (機動戦士ガンダム THE ORIGin) (Апрель 2019)
95. SD Gundam World Sangoku Soketsuden (SDガンダムワールド 三国創傑伝) (Июль 2019)
96. Mobile Suit Gundam: Hathaway's Flash (機動戦士ガンダム 閃光のハサウェイ) (2019-)

### 2020
1. Scarlet Nexus (июль—декабрь 2021)
2. Love Live! Superstar!! (июль—октябрь 2021)
3. Amaim Warrior at the Borderline (октябрь—декабрь 2021)
4. Mobile Suit Gundam: Cucuruz Doan's Island (июнь 2022)
5. Mobile Suit Gundam: The Witch From Mercury (октябрь 2022)

### 2023
1. Synduality: Noir (июль 2023)